# Aéroport de Ras Al Hadd
L'actuel aéroport domestique de Ras al Hadd Airport, situé dans la région de Ash Sharqiyah, à Oman est la préfiguration de l'aéroport international de Ras al Hadd, opérationnel en 2014.